# IS-3 (Panzer)
Der IS-3 (von Iossif Stalin; deutsch Josef Stalin oder Objekt 703) war ein schwerer sowjetischer Kampfpanzer der IS-Serie, der gegen Ende des Zweiten Weltkrieges als Weiterentwicklung des IS-2 konzipiert wurde.

## Entwicklung

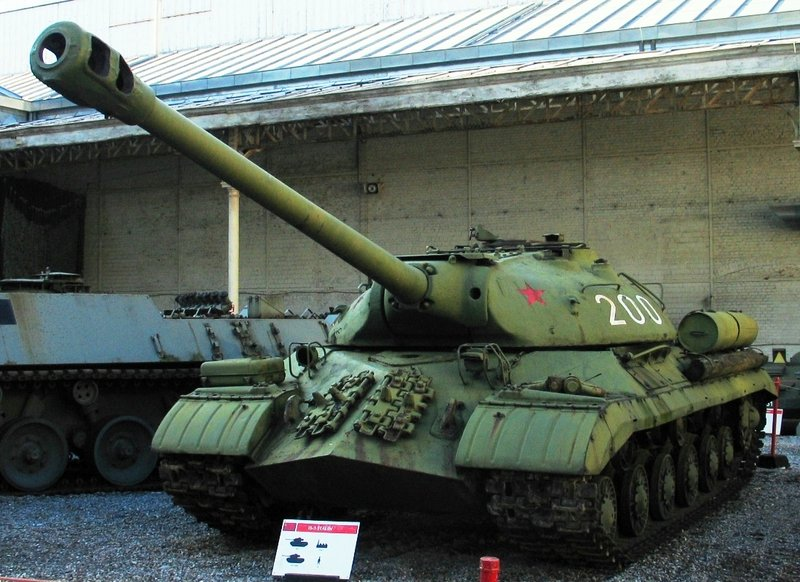
IS-3M in einem Panzermuseum bei Brüssel

Chefkonstrukteur M. F. Balschi schuf einen neuen Geschützturm mit einer stärkeren Panzerung und einer runden, geschossabweisenden Kuppelform. Diese blieb bis Mitte der 1990er-Jahre mit dem T-80 und seinen Abkömmlingen das Erkennungsmerkmal sowjetischer Panzer. Zudem fiel der IS-3 durch seine ungewöhnliche Wannenform auf. Die obere Hälfte der Frontpanzerung bestand aus zwei angewinkelt miteinander verschweißten Panzerplatten anstatt aus einer sich über die ganze Wannenbreite erstreckenden Platte wie bei den meisten anderen Panzern seiner Zeit. Dadurch erhielt die Wanne am Bug die charakteristische Form eines umgekehrten V, so dass auftreffende Geschosse nicht mehr Richtung Turm, sondern zu den Seiten hin abgelenkt wurden. Diese Bugform wurde seitdem – außer bei anderen schweren sowjetischen Panzern wie dem IS-7 oder dem T-10 – bei keiner anderen Konstruktion wiederholt.
Die ersten IS-3 wurden im Mai 1945 im Tscheljabinsker Kirowwerk produziert. Die frühen Modelle waren noch nicht ausgereift und hatten einige Mängel an Kraftübertragung und Fahrwerk, die erst mit einer Überarbeitung des IS-3 im Jahr 1946 beseitigt wurden. Der Panzer wurde mehrmals modernisiert. 1948–52 wurden Strukturschwächen an den Wannen beseitigt. 1960 wurden die Panzer zum IS-3M umgerüstet. Dabei erhielt der Panzer einen neuen Motor mit der Bezeichnung W-54K-IS, der vom W-54 des T-54 abgeleitet worden war und ebenfalls 520 PS (382 kW) leistete. Der Fahrer erhielt das Nachtsichtgerät TWN-2. Es wurde das Funkgerät R-113 eingerüstet und wiederum die Struktur der Wanne verstärkt. Der IS-3M wiegt 49 Tonnen.
Insgesamt wurden von 1945 bis 1946 2300 IS-3 hergestellt.

## Beschreibung

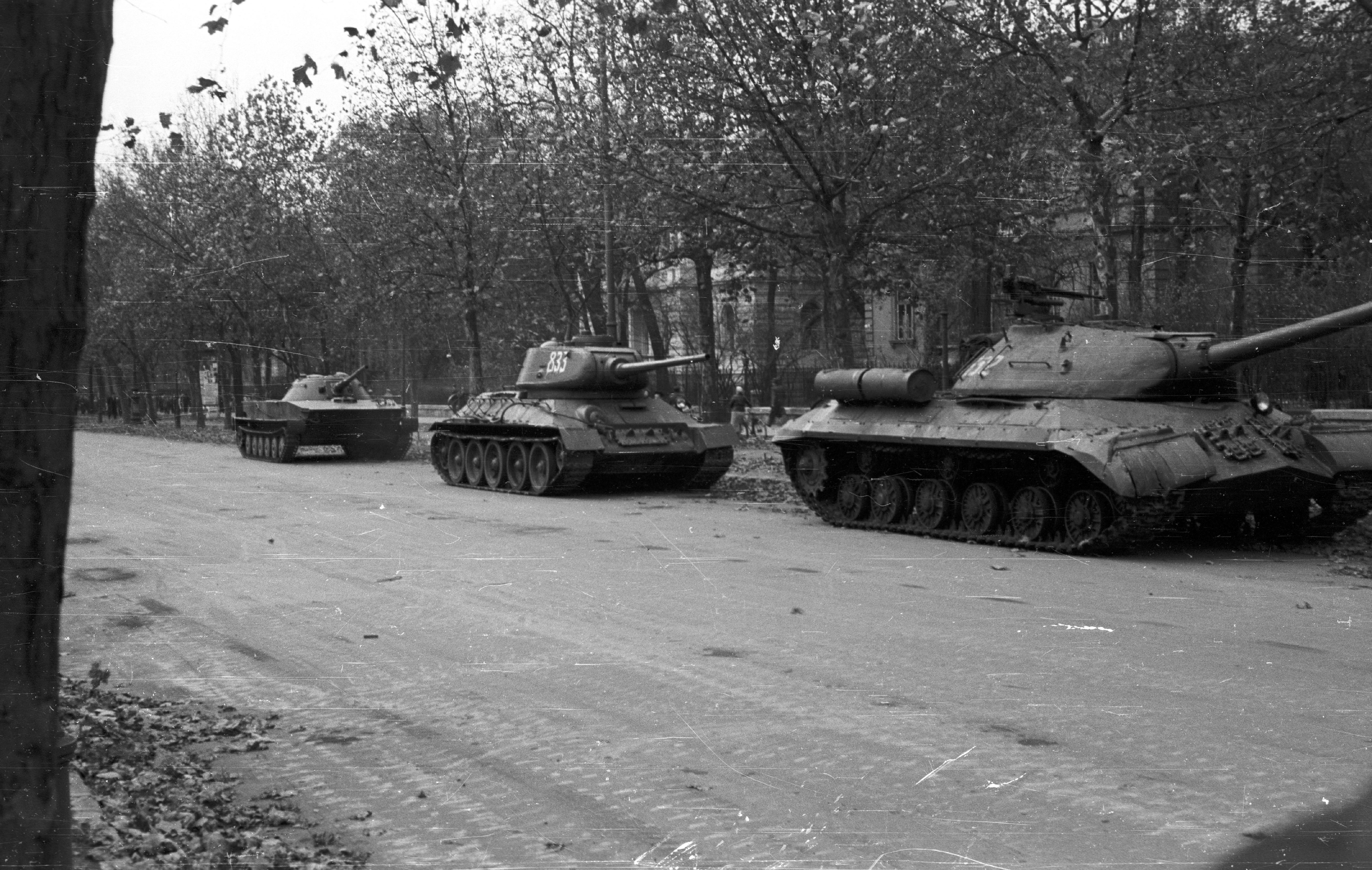
IS-3, T-34/85 und PT-76 während des ungarischen Volksaufstandes im Jahr 1956 in Budapest

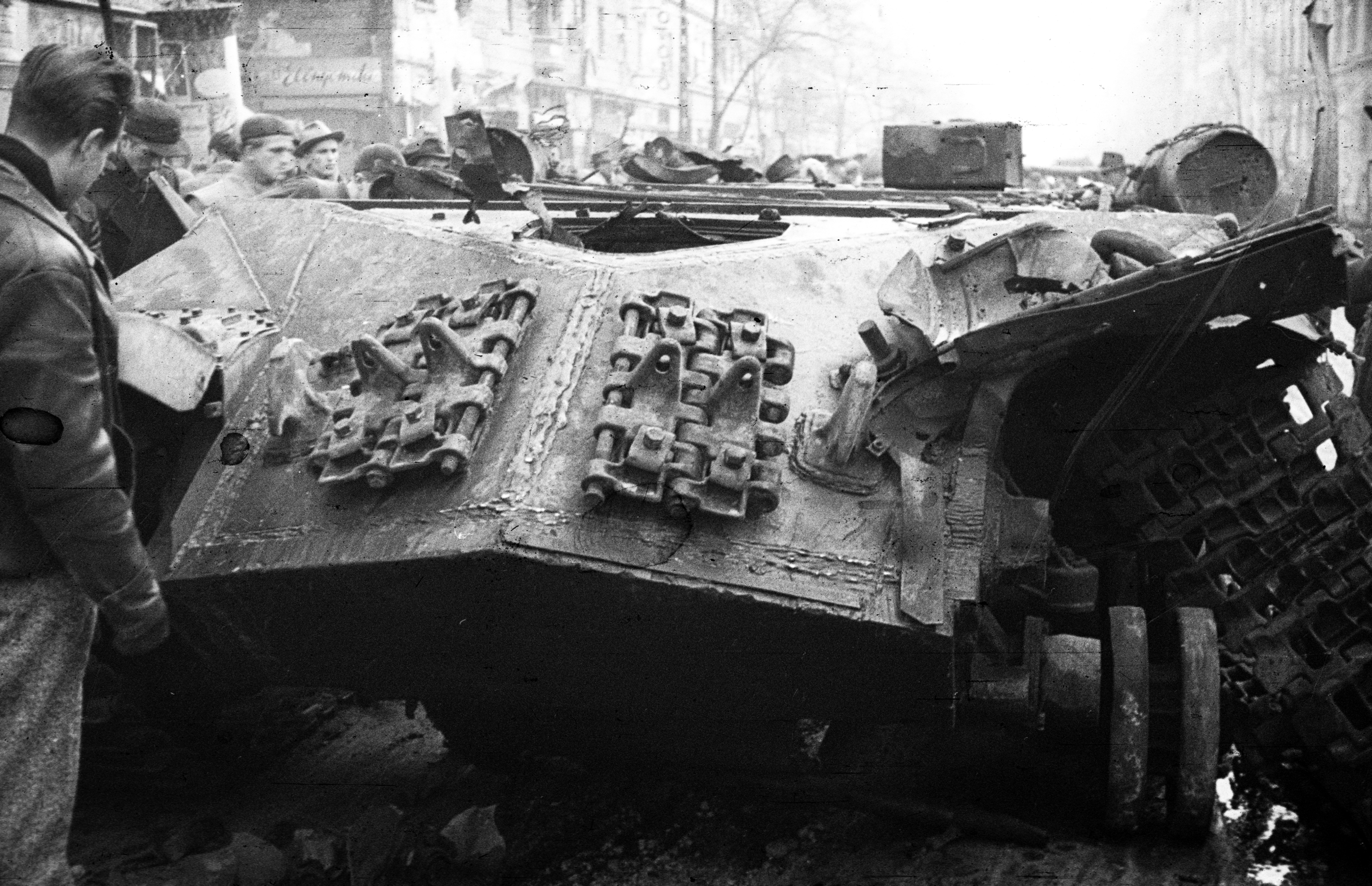
Die Frontseite eines IS-3-Wracks 1956 in Budapest. Die Schweißnähte der 120 mm dicken Bugplatten sind deutlich zu erkennen.

Der IS-3 ist ein Kampfpanzer in klassischer Auslegung mit vorn sitzendem Turm und Motor in Heckanordnung. Das bewährte Laufwerk der Vorgängermodelle wurde beibehalten. Der Fahrer sitzt mittig im Wannenbug, ihm steht eine Luke auf dem Wannendach zur Verfügung. Der Kommandant sitzt links hinter dem Richtschützen im Turm, der Ladeschütze rechts der Kanone.

### Antrieb
Der IS-3 verfügt über ein drehstabgefedertes Stützrollenlaufwerk mit sechs Lauf- und drei Stützrollen auf jeder Seite. Die Antriebsräder befinden sich wie bei den meisten sowjetischen Kampfpanzern am Heck, die Leiträder am Bug der Wanne. Der interne Treibstoffvorrat von 425 l Diesel wird durch 360 l in externen, seitlich angebrachten Zusatztanks ergänzt. Der wassergekühlte 60°-V-Motor mit 38,9 l Hubraum ist längs eingebaut.

### Bewaffnung
Die Hauptwaffe des IS-3 ist die vom IS-2 bekannte 122-mm-Panzerkanone D25T. Sie verschießt geteilte Munition. Als Sekundärbewaffnung steht dem Kommandanten ein auf seiner Luke montiertes schweres Flugabwehr-MG DSchK im Kaliber 12,7 × 108 mm zur Verfügung. Ein modifiziertes Panzer-MG DTM im Kaliber 7,62 × 54 mm ist koaxial rechts der Kanone im Turm eingebaut. Auf das Heckturm-MG der Vorgängermodelle wurde verzichtet.

### Panzerung
Die Panzerung des IS-3 besteht aus gewalztem Panzerstahl und ist an der Walzenblende der Kanone 250 mm dick, die Bugplatten haben eine Dicke von 120 mm. Beim IS-3M wurde die Turmfrontpanzerung auf 110 mm reduziert.
|                                         | IS-3                                             | IS-3M                                            |
| --------------------------------------- | ------------------------------------------------ | ------------------------------------------------ |
| Baujahr                                 | 1945                                             | 1960                                             |
| Entwicklung                             | Konstruktionsbüro des Tscheljabinsker Kirowwerks | Konstruktionsbüro des Tscheljabinsker Kirowwerks |
| Hersteller                              | Tscheljabinsker Kirowwerk                        | Reparaturwerke                                   |
| Gefechtsgewicht (t)                     | 46,5                                             | 49                                               |
| Länge über alles mit Rohr nach vorn (m) | 9,85                                             | 9,85                                             |
| Wanne (m)                               | 6,90                                             | 6,90                                             |
| Breite (m)                              | 3,15                                             | 3,39                                             |
| Höhe (m)                                | 2,45                                             | 2,45                                             |
| Bodenfreiheit (mm)                      | 495                                              | 450                                              |
| Bodendruck (kg/cm²)                     | 0,82                                             | 0,87                                             |
| Steigung                                | 32°                                              | 32°                                              |
| Querneigung                             | 30°                                              | 30°                                              |
| Überschreitfähigkeit (m)                | 2,5                                              | 2,5                                              |
| Kletterfähigkeit (m)                    | 1,00                                             | 1,00                                             |
| Watfähigkeit (m)                        | 1,40                                             | 1,40                                             |
| Motortyp                                | W-11-ISS                                         | W-54K-IS                                         |
| Leistung                                | 520 PS (382 kW)                                  | 520 PS (382 kW)                                  |
| Kraftstoffvorrat (l)                    | 425 l + 360                                      | 410                                              |
| Leistungsgewicht (PS/t)                 | 11,2                                             | 10,6                                             |
| Höchstgeschwindigkeit (km/h)            | 40                                               | 40                                               |
| Reichweite (km)                         | 340                                              | 450                                              |
| Panzerung (Turmfront / Bugplatte, mm)   | 250 / 120                                        | 110 / 120                                        |
| Besatzung                               | 4                                                | 4                                                |
| Kanone                                  | D-25T / 28 Schuss                                | D-25T / 28 Schuss                                |
| Fla-MG                                  | DSchK / 250 Schuss                               | DSchK / 250 Schuss                               |
| Koaxial-MG                              | DTM / 756 Schuss                                 | DTM / 756 Schuss                                 |

## Einsätze

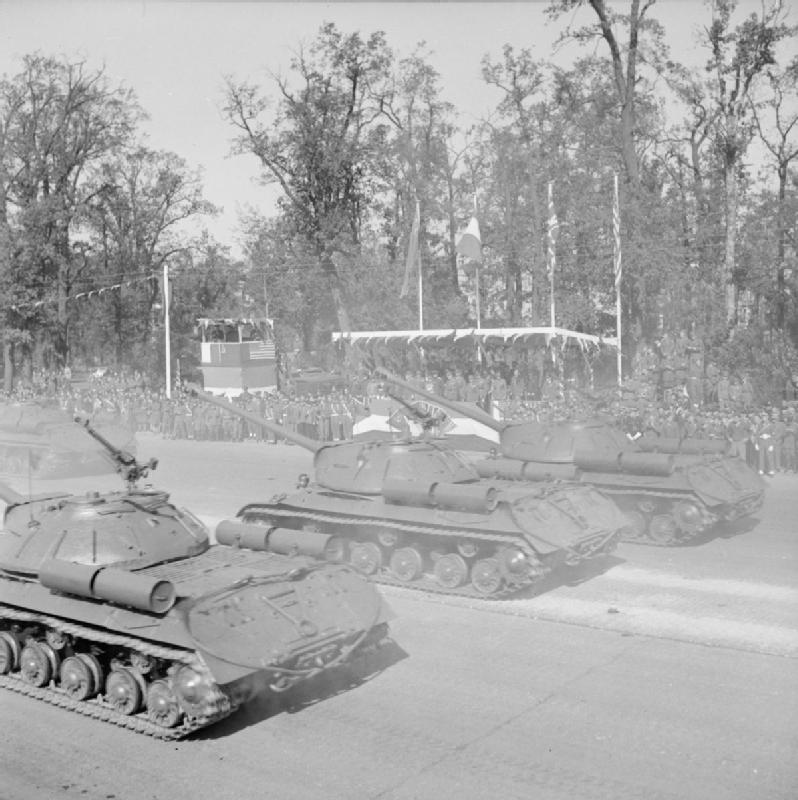
IS-3 während der Parade in Berlin im September 1945

Der IS-3 kam zu spät auf den europäischen Kriegsschauplatz, um noch in der Schlacht um Berlin eingesetzt zu werden; wohl nahm ein mit IS-3 ausgerüstetes Panzerregiment an einer Siegesparade der Alliierten in Berlin teil.
1956 waren IS-3 während des ungarischen Volksaufstandes an den Kämpfen in Budapest beteiligt.
Die ägyptische Armee verlor einige IS-3M-Panzer 1967 im Sechstagekrieg. Dort waren sie den Panzerbataillonen der Infanteriedivisionen zugeteilt.